# Paxten Aaronson
Paxten Reid Aaronson (Medford, 26 agosto 2003) è un calciatore statunitense, centrocampista dell'Eintracht Francoforte, e della nazionale statunitense.
Anche suo fratello Brenden e sua sorella Jaden sono calciatori.

## Carriera

### Club
Cresciuto nel settore giovanile dei Philadelphia Union, ha esordito in prima squadra il 31 maggio 2021, disputando l'incontro di MLS vinto per 3-0 contro i Portland Timbers. Realizza la sua prima rete in campionato il 9 agosto successivo, nella sconfitta per 2-1 contro i N.E. Revolution, realizzando la rete del temporaneo 1-1.
Il 17 novembre 2022 viene acquistato dall'Eintracht Francoforte, firmando un contratto valido fino al 2027, con decorrenza dal 1º gennaio 2023.

### Nazionale
Ha giocato nella nazionale statunitense Under-20, per poi esordire con la nazionale maggiore il 28 gennaio 2023 nell'amichevole pareggiata 0-0 contro la Colombia.

## Statistiche

### Presenze e reti nei club
Statistiche aggiornate al 1º luglio 2025.
| Stagione                     | Squadra                      | Campionato                   | Campionato | Campionato | Coppe nazionali | Coppe nazionali | Coppe nazionali | Coppe continentali | Coppe continentali | Coppe continentali | Altre coppe | Altre coppe | Altre coppe | Totale | Totale |
| Stagione                     | Squadra                      | Comp                         | Pres       | Reti       | Comp            | Pres            | Reti            | Comp               | Pres               | Reti               | Comp        | Pres        | Reti        | Pres   | Reti   |
| ---------------------------- | ---------------------------- | ---------------------------- | ---------- | ---------- | --------------- | --------------- | --------------- | ------------------ | ------------------ | ------------------ | ----------- | ----------- | ----------- | ------ | ------ |
| 2020                         | Philadelphia Union II        | USLC                         | 14         | 1          |                 | -               | -               |                    | -                  | -                  |             | -           | -           | 14     | 1      |
| 2022                         | Philadelphia Union II        | MNP                          | 10         | 5          |                 | -               | -               |                    | -                  | -                  |             | -           | -           | 10     | 5      |
| Totale Philadelphia Union II | Totale Philadelphia Union II | Totale Philadelphia Union II | 24         | 6          |                 | -               | -               |                    | -                  | -                  |             | -           | -           | 24     | 6      |
| 2021                         | Philadelphia Union           | MLS                          | 14+1       | 3+0        |                 | -               | -               | CCL                | 1                  | 0                  |             | -           | -           | 16     | 3      |
| 2022                         | Philadelphia Union           | MLS                          | 23+1       | 1+0        | USOC            | 1               | 0               |                    | -                  | -                  |             | -           | -           | 25     | 1      |
| Totale Philadelphia Union    | Totale Philadelphia Union    | Totale Philadelphia Union    | 37+2       | 4+0        |                 | 1               | 0               |                    | 1                  | 0                  |             | -           | -           | 41     | 4      |
| gen.-giu. 2023               | Eintracht Francoforte        | BL                           | 7          | 0          | CG              | 1               | 0               | UCL                | 0                  | 0                  |             | -           | -           | 8      | 0      |
| 2023-gen. 2024               | Eintracht Francoforte        | BL                           | 7          | 0          | CG              | 1               | 0               | UECL               | 6                  | 0                  | -           | -           | -           | 14     | 0      |
| Totale Eintracht Francoforte | Totale Eintracht Francoforte | Totale Eintracht Francoforte | 14         | 0          |                 | 2               | 0               |                    | 6                  | 0                  |             | -           | -           | 22     | 0      |
| gen.-giu. 2024               | Vitesse                      | E                            | 14         | 4          | CO              | 0               | 0               | -                  | -                  | -                  | -           | -           | -           | 14     | 4      |
| 2024-2025                    | Utrecht                      | E                            | 33         | 8          | CO              | 4               | 1               | -                  | -                  | -                  | -           | -           | -           | 37     | 9      |
| Totale carriera              | Totale carriera              | Totale carriera              | 124        | 22         |                 | 7               | 1               |                    | 7                  | 0                  |             | -           | -           | 138    | 23     |

### Cronologia presenze e reti in nazionale
| Cronologia completa delle presenze e delle reti in nazionale ― Stati Uniti | Cronologia completa delle presenze e delle reti in nazionale ― Stati Uniti | Cronologia completa delle presenze e delle reti in nazionale ― Stati Uniti | Cronologia completa delle presenze e delle reti in nazionale ― Stati Uniti | Cronologia completa delle presenze e delle reti in nazionale ― Stati Uniti | Cronologia completa delle presenze e delle reti in nazionale ― Stati Uniti | Cronologia completa delle presenze e delle reti in nazionale ― Stati Uniti | Cronologia completa delle presenze e delle reti in nazionale ― Stati Uniti |
| Data                                                                       | Città                                                                      | In casa                                                                    | Risultato                                                                  | Ospiti                                                                     | Competizione                                                               | Reti                                                                       | Note                                                                       |
| -------------------------------------------------------------------------- | -------------------------------------------------------------------------- | -------------------------------------------------------------------------- | -------------------------------------------------------------------------- | -------------------------------------------------------------------------- | -------------------------------------------------------------------------- | -------------------------------------------------------------------------- | -------------------------------------------------------------------------- |
| 28-1-2023                                                                  | Carson                                                                     | Stati Uniti                                                                | 0 – 0                                                                      | Colombia                                                                   | Amichevole                                                                 | -                                                                          |                                                                            |
| 10-6-2025                                                                  | Nashville                                                                  | Stati Uniti                                                                | 0 – 4                                                                      | Svizzera                                                                   | Amichevole                                                                 | -                                                                          | 46’                                                                        |
| 15-6-2025                                                                  | San Jose                                                                   | Stati Uniti                                                                | 5 – 0                                                                      | Trinidad e Tobago                                                          | Gold Cup 2025 - 1º turno                                                   | -                                                                          | 83’                                                                        |
| 22-6-2025                                                                  | Arlington                                                                  | Stati Uniti                                                                | 2 – 1                                                                      | Haiti                                                                      | Gold Cup 2025 - 1° turno                                                   | -                                                                          | 88’                                                                        |
| Totale                                                                     |                                                                            | Presenze                                                                   | 4                                                                          |                                                                            | Reti                                                                       | 0                                                                          |                                                                            |

| Cronologia completa delle presenze e delle reti in nazionale ― Stati Uniti olimpica | Cronologia completa delle presenze e delle reti in nazionale ― Stati Uniti olimpica | Cronologia completa delle presenze e delle reti in nazionale ― Stati Uniti olimpica | Cronologia completa delle presenze e delle reti in nazionale ― Stati Uniti olimpica | Cronologia completa delle presenze e delle reti in nazionale ― Stati Uniti olimpica | Cronologia completa delle presenze e delle reti in nazionale ― Stati Uniti olimpica | Cronologia completa delle presenze e delle reti in nazionale ― Stati Uniti olimpica | Cronologia completa delle presenze e delle reti in nazionale ― Stati Uniti olimpica |
| Data                                                                                | Città                                                                               | In casa                                                                             | Risultato                                                                           | Ospiti                                                                              | Competizione                                                                        | Reti                                                                                | Note                                                                                |
| ----------------------------------------------------------------------------------- | ----------------------------------------------------------------------------------- | ----------------------------------------------------------------------------------- | ----------------------------------------------------------------------------------- | ----------------------------------------------------------------------------------- | ----------------------------------------------------------------------------------- | ----------------------------------------------------------------------------------- | ----------------------------------------------------------------------------------- |
| 24-7-2024                                                                           | Marsiglia                                                                           | Francia olimpica                                                                    | 3 – 0                                                                               | Stati Uniti olimpica                                                                | Olimpiadi 2024 - 1º turno                                                           | -                                                                                   | 76’                                                                                 |
| 27-7-2024                                                                           | marsiglia                                                                           | Nuova Zelanda olimpica                                                              | 1 – 4                                                                               | Stati Uniti olimpica                                                                | Olimpiadi 2024 - 1º turno                                                           | 1                                                                                   |                                                                                     |
| 30-7-2024                                                                           | Saint-Etienne                                                                       | Stati Uniti olimpica                                                                | 3 – 0                                                                               | Guinea olimpica                                                                     | Olimpiadi 2024 - 1º turno                                                           | -                                                                                   | 66’                                                                                 |
| 2-8-2024                                                                            | Parigi                                                                              | Marocco olimpica                                                                    | 4 – 0                                                                               | Stati Uniti olimpica                                                                | Olimpiadi 2024 - Quarti di finale                                                   | -                                                                                   | 75’ 80’                                                                             |
| Totale                                                                              |                                                                                     | Presenze                                                                            | 4                                                                                   |                                                                                     | Reti                                                                                | 1                                                                                   |                                                                                     |